# Titularbistum Satala in Armenia
Satala in Armenia (ital.: Satala di Armenia) ist ein Titularerzbistum der römisch-katholischen Kirche.
Der antike Bischofssitz geht auf den Ort Satala in Kleinarmenien zurück und war ein Suffraganbistum des Metropoliten von  Sebastea.
| Titularbischöfe von Satala in Armenia |                               |                                                   |                   |                    |
| Nr.                                   | Name                          | Amt                                               | von               | bis                |
| 1                                     | Isaac Soffiali                |                                                   | 7. Januar 1785    |                    |
| 2                                     | Ignacy Bardziński             | Weihbischof in Gnesen (Polen)                     | 27. März 1809     | 15. Dezember 1813  |
| 3                                     | Johann Franz Wilhelm Tippmann | Weihbischof in Prag (Böhmen)                      | 17. Dezember 1832 |                    |
| 4                                     | Vital Grandin OMI             | Koadjutorbischof von Saint-Boniface (Kanada)      | 11. Dezember 1857 | 22. September 1871 |
| 5                                     | Tomasz Teofil Kuliński        |                                                   | 23. Februar 1872  | 15. März 1883      |
| 6                                     | Lasar Mladenow CM             | Apostolischer Vikar des Exarchates von Mazedonien | 12. Juni 1883     | 4. März 1918       |
| 7                                     | François-Joseph Dantin MS     | Apostolischer Vikar von Antsirabé (Madagaskar)    | 24. August 1918   | 5. Juli 1941       |
| 8                                     | Salvatore Herrera y Pinto OFM | emeritierter Bischof von Puno (Peru)              | 5. April 1948     | 26. Januar 1977    |